# 廊1919
廊1919是泰国曼谷一处创意园区，位于昭披耶河西岸的空讪县，前身是曼谷华裔贵族于19世纪所建的住宅及倉庫，由潮商黌利家族所有。2016年起，启动活化工程并改造为创意园区，于2017年11月3日开放。

## 历史
廊1919是中式三合院建筑，于1850年由华裔贵族披耶·比讪素帕蓬（Phraya Pisansuphaphol）所建，因邻近码头而得名“火船廊”（Huang Chung Lhong）。廊1919的建立者披耶·比讪素帕蓬是暹罗王族披颂亚布（ Phisonyabut；Pisolyabutra）的先祖，沙吞路的沙吞宅第是由其后人所建。1919年，这里被黌利家族购下，作為黌利家族的辦公區、員工宿舍和米倉，及家族居住地。黌利家族是潮商陳慈黌的家族，陳慈黌于1871年在曼谷开设“黌利行”，经营贸易及火礱、火船业；火礱是黌利家族所开创的机械碾米产业，火船即蒸汽船。
2016年10月，黌利家族第五代傳人沙兰（Saran Wanglee）决意改造这一区域，由其母鲁集拉蓬（Rujiraporn Wanglee）设计。完成活化的火船廊于2017年11月2日开放，命名为“廊1919”。泰国旅游与体育大臣戈甘（Kobkarn Wattanavrangkul）及王族詩麗吉提雅·詹森、伍伦盼、商人差达提（Chadathip Jutrakul），演员披亚帕等名人出席。

## 布置
廊1919完成活化后成为创意园区吸引游客参观，内部开设咖啡店、工艺品商店、创意工坊空间及泰国华裔历史展区。
三合院的正房供奉妈祖，正房二楼的聚宝堂有在1850年前从中国请来的3尊妈祖像，分别描绘妈祖的凡身童年、成仙后及受封为天后的样貌，可供信众朝拜。聚宝堂同时挂有晚清名臣张之洞落款的「惠此中国」匾额。
院外靠近河岸的空地可作为演出场地。

## 图集

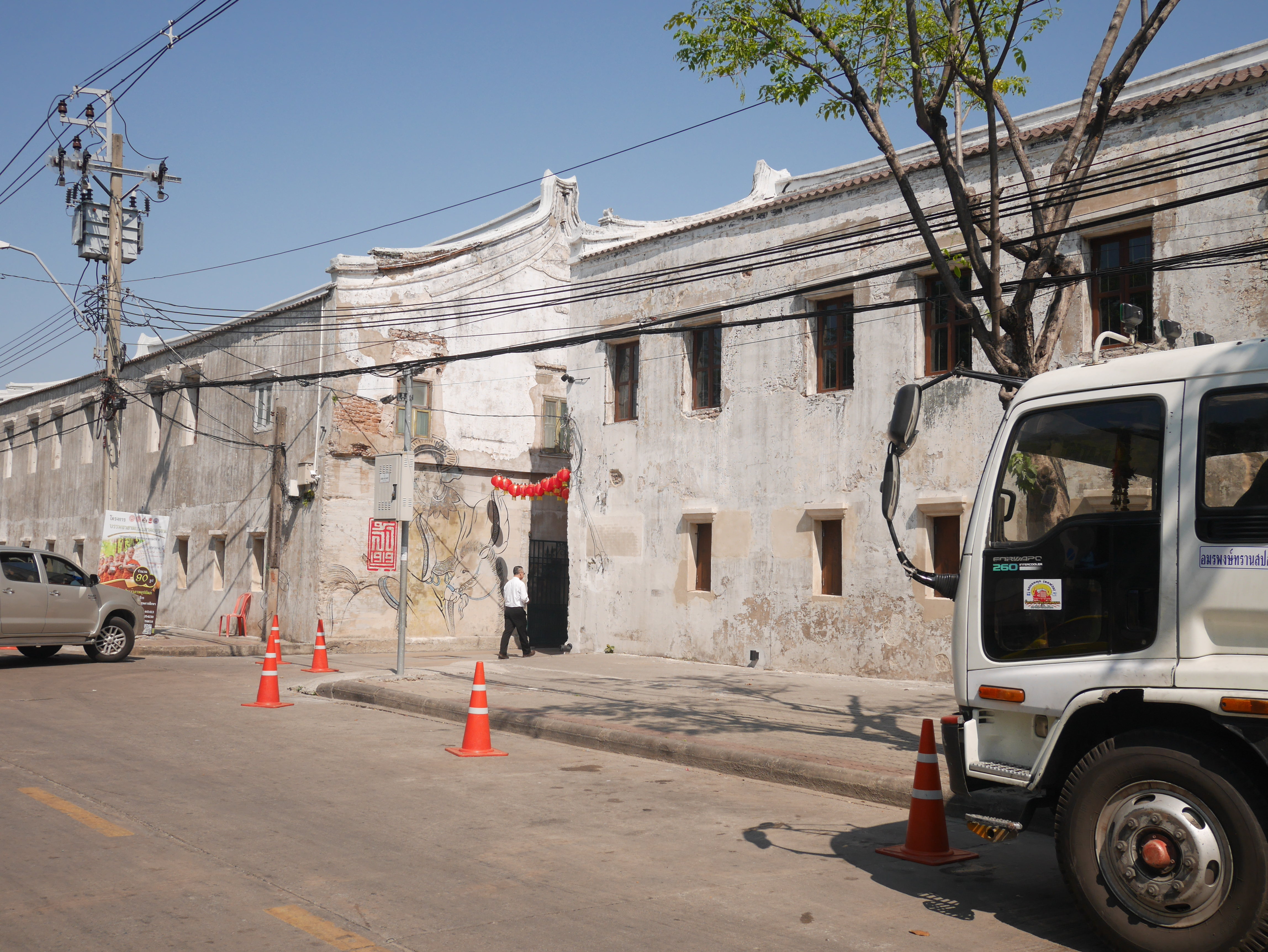
外墙
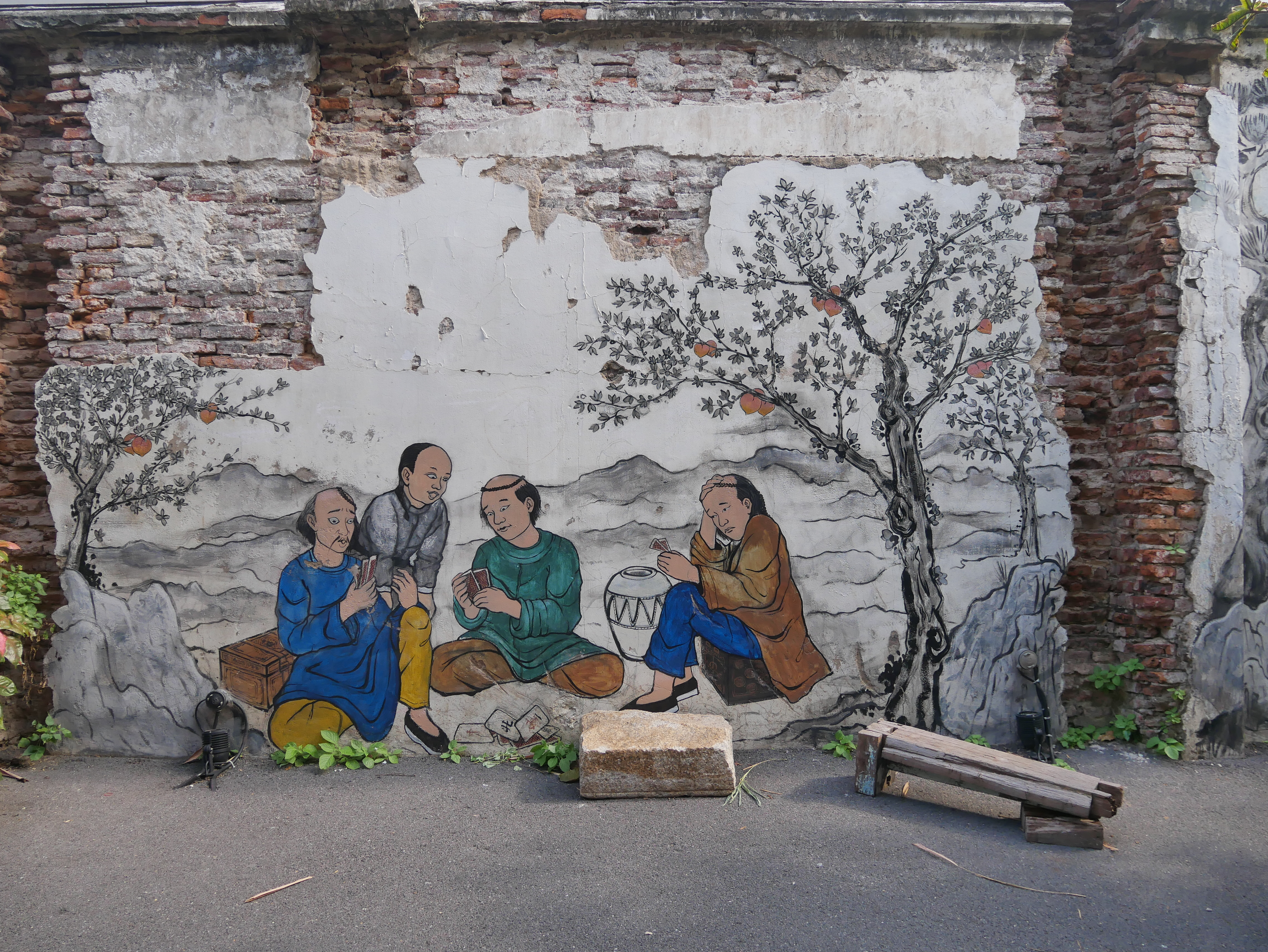
壁画
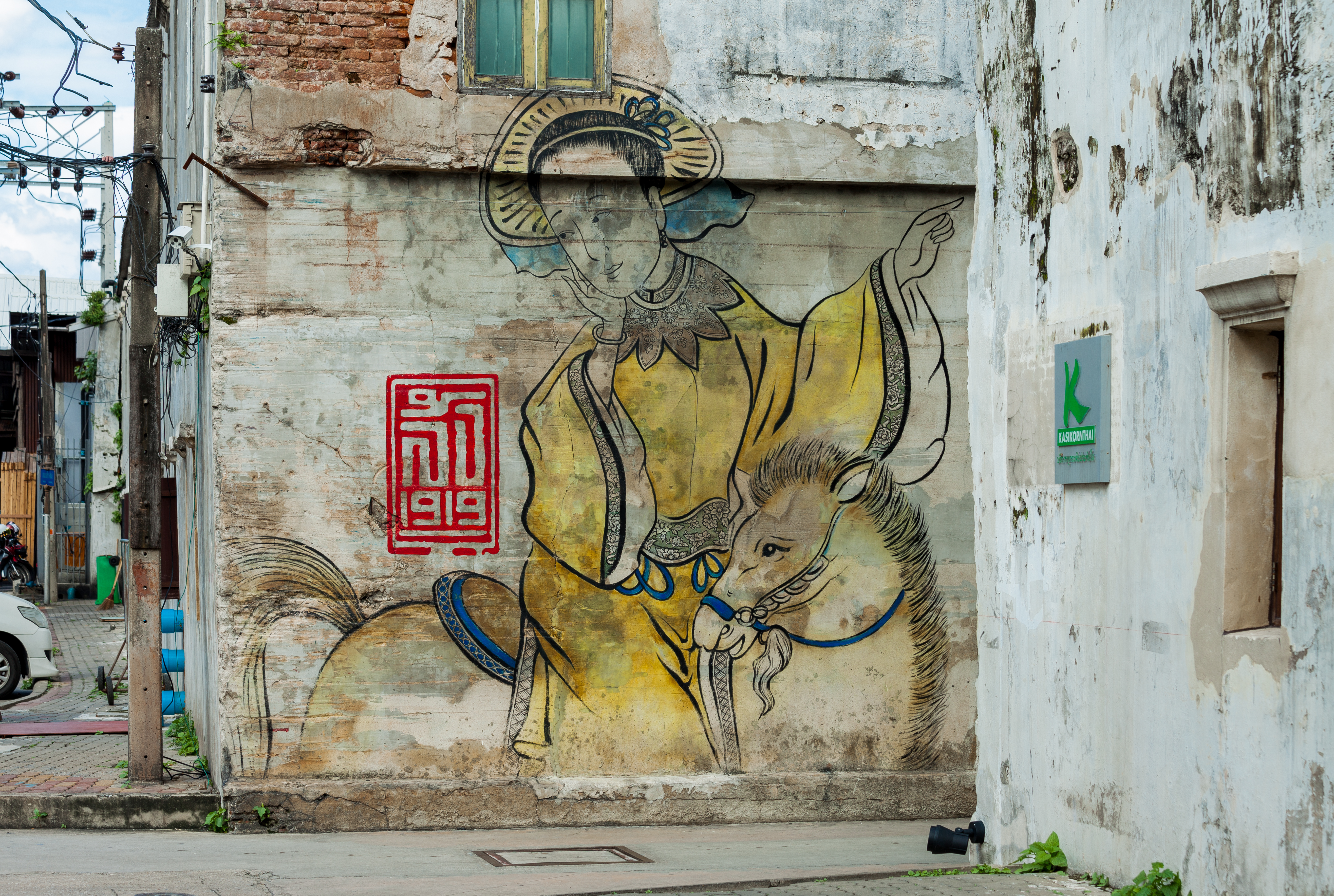
壁画
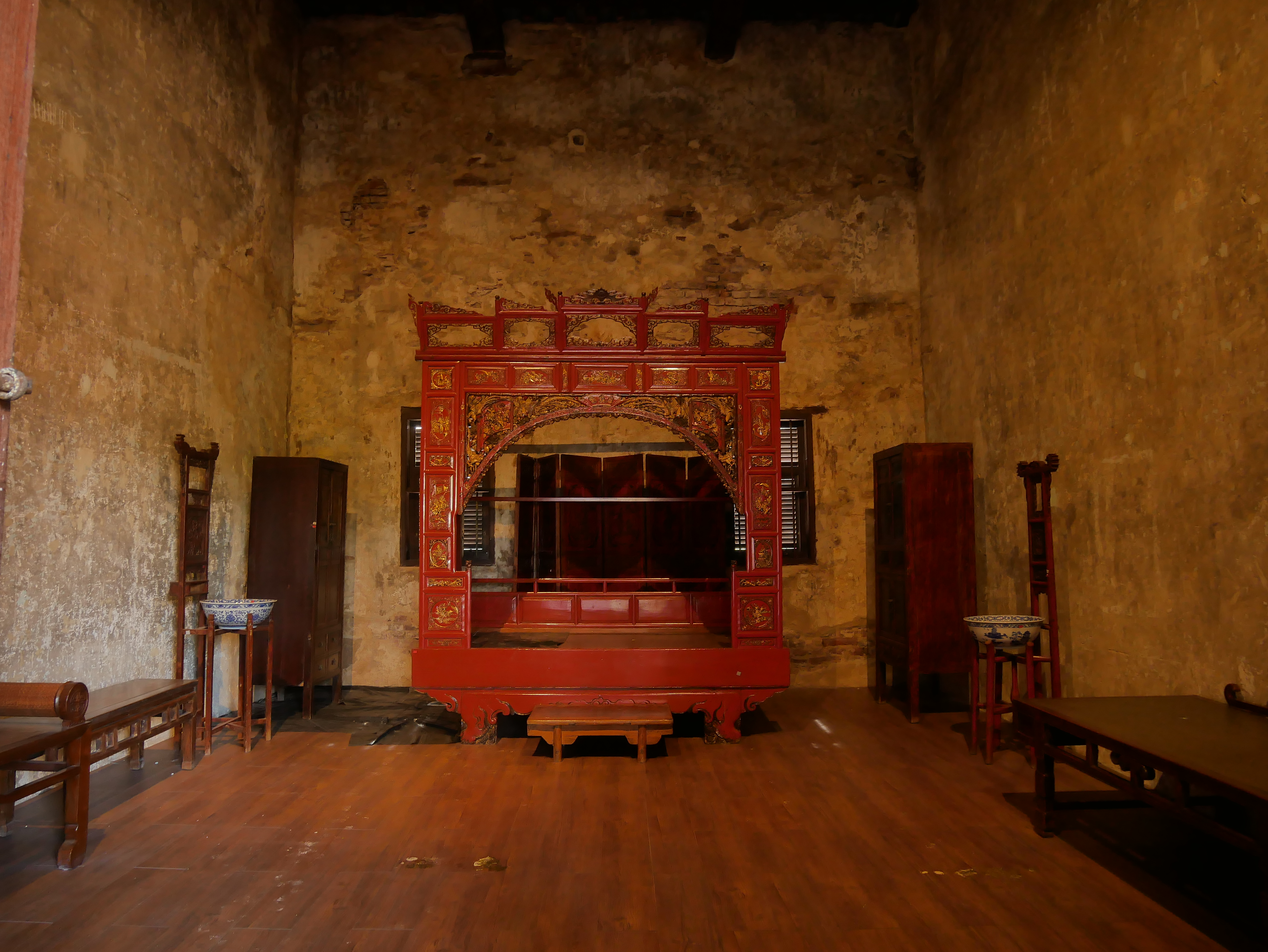
卧室
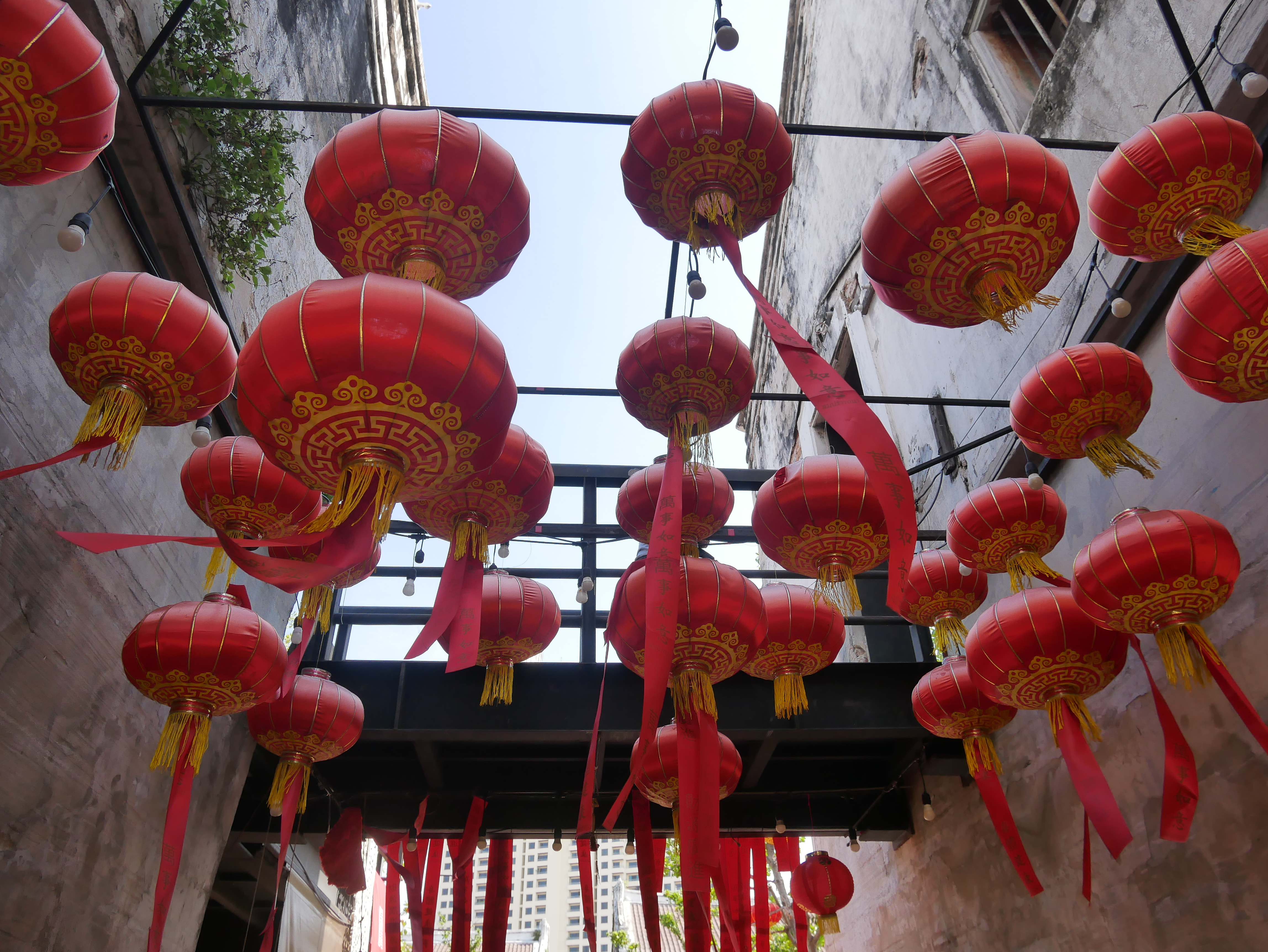
大红灯笼
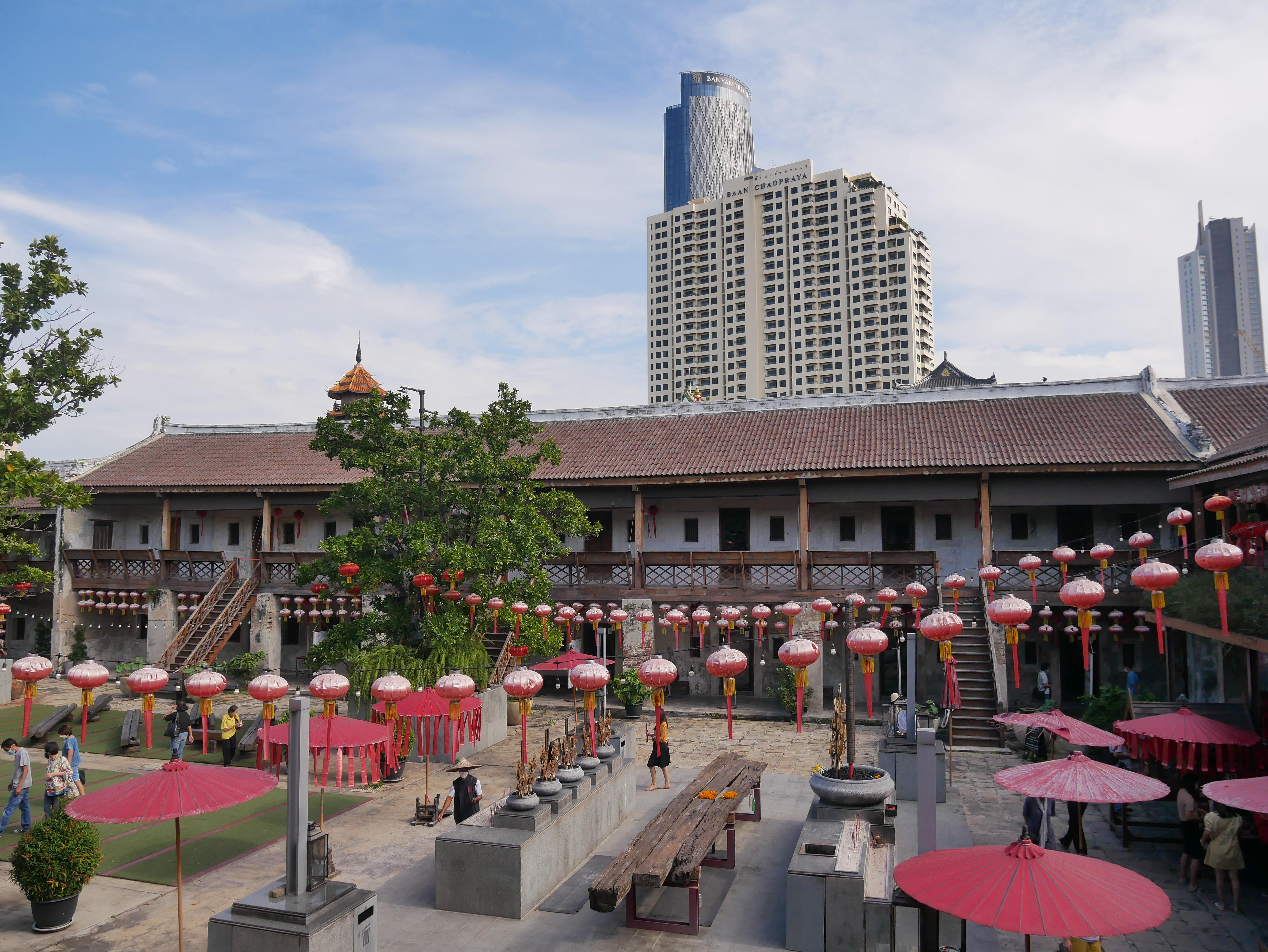
庭院
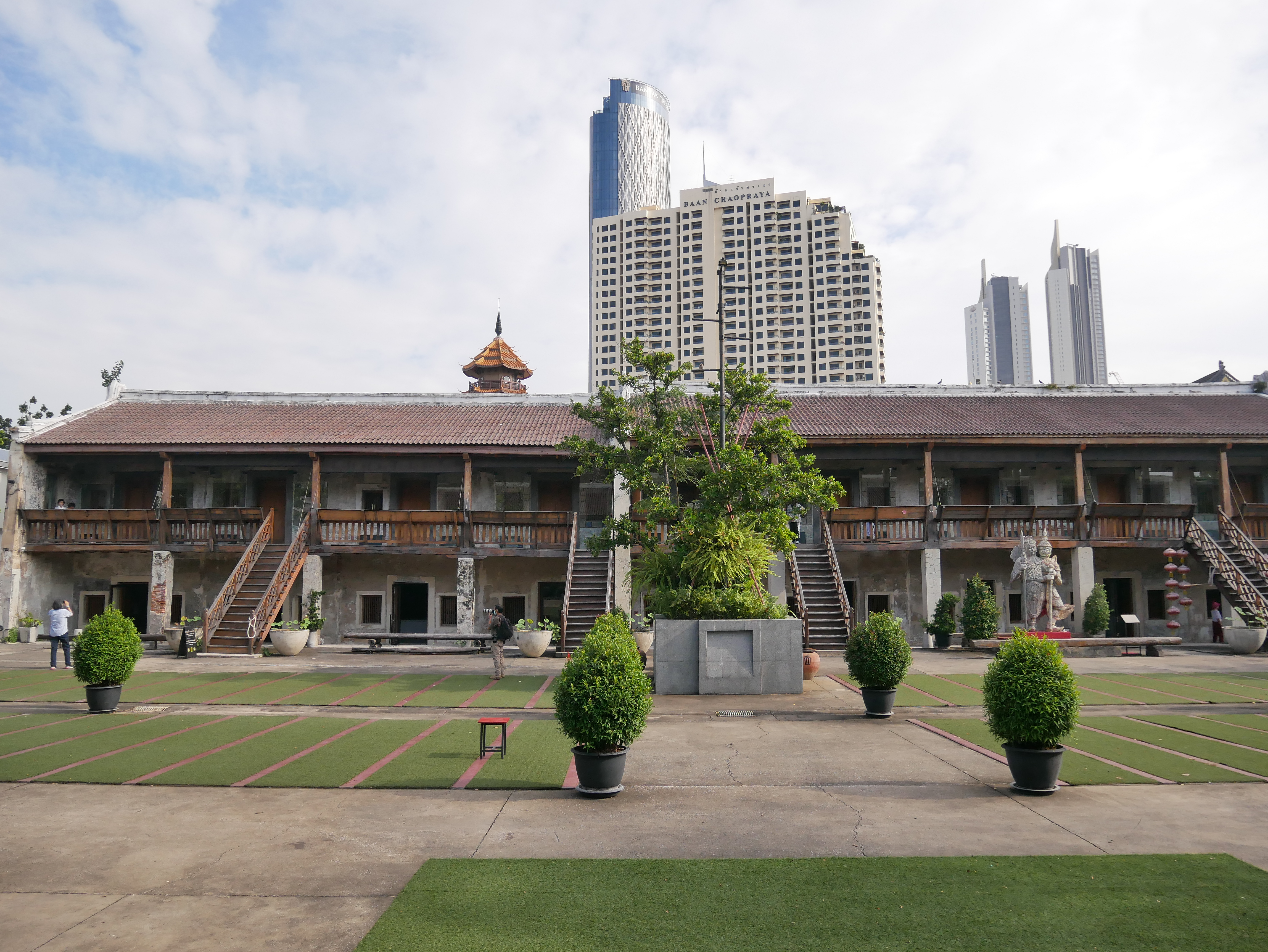
庭院
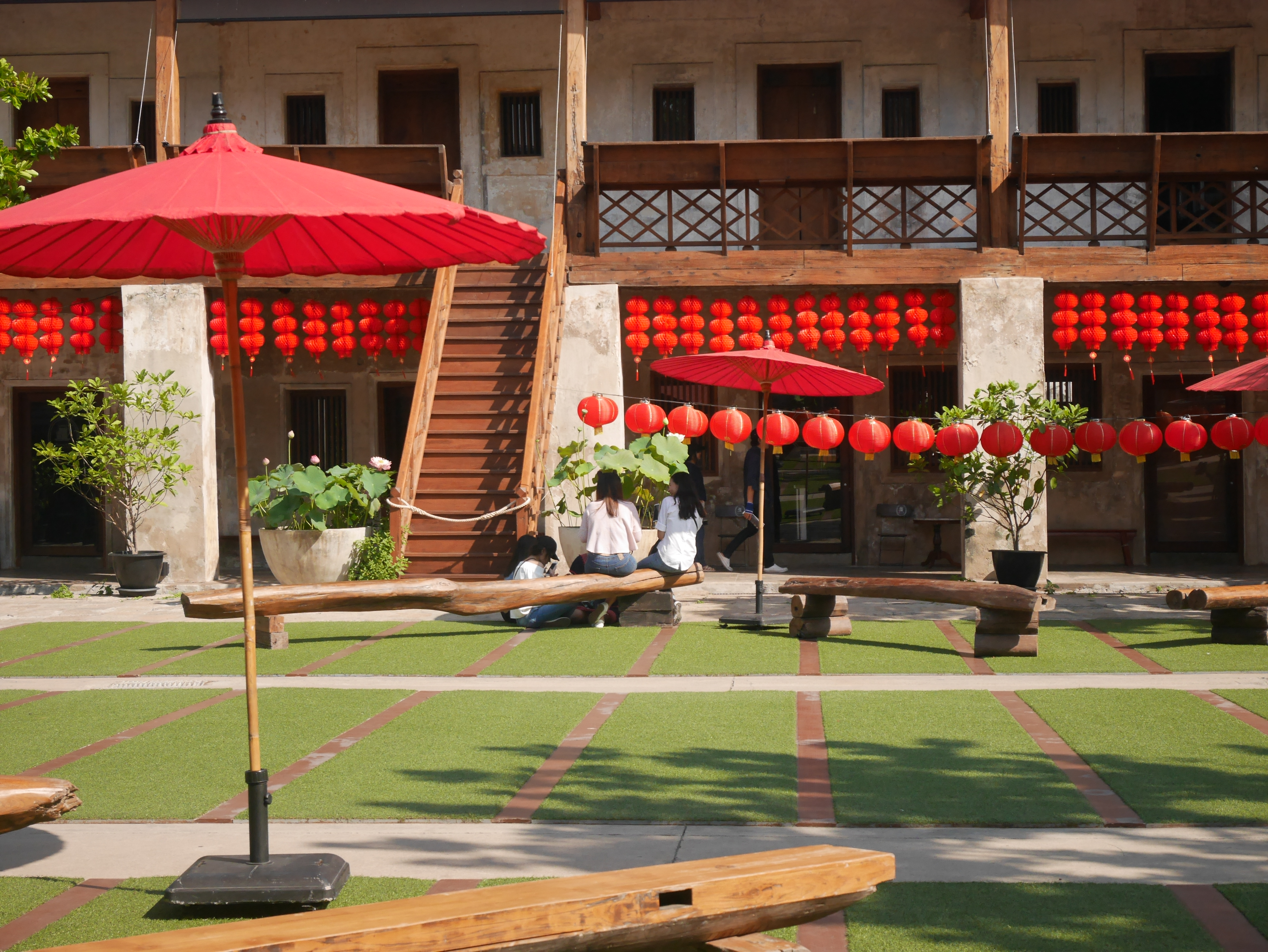
庭院